# Comuna de Świebodzin
Świebodzin (polaco: Gmina Świebodzin) é uma gminy (comuna) na Polónia, na voivodia da Lubúsquia e no condado de Świebodziński. A sede do condado é a cidade de Świebodzin.
De acordo com os censos de 2004, a comuna tem 29 794 habitantes, com uma densidade 131 hab/km².

## Área
Estende-se por uma área de 227,36 km², incluindo:
- área agricola: 60%
- área florestal: 28%

## Demografia
Dados de 30 de Junho 2004:
|                      | Total   | Total | Mulheres | Mulheres | Homens  | Homens |
| -------------------- | ------- | ----- | -------- | -------- | ------- | ------ |
|                      | pessoas | %     | pessoas  | %        | pessoas | %      |
| População            | 29 794  | 100   | 15 441   | 51,8     | 14 353  | 48,2   |
| Densidade (pop./km²) | 131     | 100   | 67,9     | 67,9     | 63,1    | 63,1   |

De acordo com dados de 2002, o rendimento médio per capita ascendia a 1362,13 zł.

## Subdivisões
- Borów, Chociule, Glińsk, Gościkowo, Grodziszcze, Jeziory, Jordanowo, Kępsko, Kupienino, Lubinicko, Lubogóra, Ługów, Nowy Dworek, Osogóra, Podlesie, Raków, Rosin, Rozłogi, Rudgerzowice, Rusinów, Rzeczyca, Wilkowo, Witosław.

## Comunas vizinhas
- Lubrza, Międzyrzecz, Skąpe, Sulechów, Szczaniec, Trzciel